# عبد الملك بن إسماعيل
عبد الملك بن إسماعيل (توفي مارس 1728م، مكناس.) سلطان المغرب من سلالة العلويين. هو ابن مولاي إسماعيل بن علي الشريف. وكان وليا للعهد من مارس 1728 حتى يوليو 1728، كان يوصف بزهد الشيد وميوله الإصلاحية خصوصا الأمور الداخلية عكس والده، كان ينافسه أخوه مولاي أحمد الذهبي بن إسماعيل على العرش، كان من ضمن الأسباب المؤدية إلى مقتله هو حل جيش العبيد وتقليص سلطتهم والتحضير لبناء جيش مقدام واختلافه مع المحافظين الذين كان القصر يعج بهم واستغلوا هذا الأمر لتنفيد الاغتيال في حقه.

## مسيرته
بعد وفاة السلطان المولى إسماعيل عام 1727م دخل المغرب فترة من الاضطراب والفوضى بسبب تنازع أبنائه على السلطة وتدخل جيش البخاري في شؤون الحكم. قام البخاريين بتعيين أحمد الذهبي، بعدما اختاروه بين جميع أولاد المولى إسماعيل، وكانت سلطته صورية فقط، ولم تمض سبعة أشهر على توليته حتى تم عزله من قبل عبيد البخاري، بعدما قامت الثورات والانتفاضات في عدد من المناطق، كفاس وسوس، ففرضت عليه الإقامة الإجبارية في بيته، وبويع مكانه أخوه عبد الملك بن إسماعيل الذي نقل شقيقه إلى فاس لاعتقاله، ثم إلى سجلماسة، لكنه فر في الطريق ولجأ إلى الزاوية الحنصالية.

### سياسة الإصلاح
سلك عبد الملك سياسة التعاون مع أعيان المؤسسات المدنية، وإشراكهم في تسيير الشأن العام، وفي مقدمتهم شيوخ الزوايا. وقد رأى الشيخ محمد بن أبي زيان القندوسي، كبير رجالات التصوف في الصحراء الشرقية، في وصول المولى عبد الملك إلى العرش تصديقا لنبوءته التي كان أشاع فيها بين الناس: »بأن مولانا عبد الملك يتولى الخلافة وراء أبيه... وأنه يدخل دار المملكة من غير قتال ولا نزاع...«
لقي عبد الملك بن إسماعيل تعاطفا كبيرا من قطاعٍ عريض من المغاربة، خصوصا شيوخ التصوف وأرباب الزوايا، مقارنة مع أخيه ومنافسه على العرش، مولاي أحمد. وسبب ذلك التعاطف ما عرفوه عنه من حسن السيرة وكثرة عدله في الأحكام، وشدة تعصبه للدين وأهله، والأهم من ذلك الاختيارات السياسية التي تبناها مولاي عبد الملك، لما اعتلى العرش. حيث خالف تدابير والده مولاي إسماعيل في سياسته الداخلية، حيث قام بتقليص رواتب جيش عبيد البخاري. ما جعل أبا القاسم الزياني، ومن تبعه، يصفونه بالبخل والشح، على عكس أخيه أبي العباس أحمد الذهبي، الذي وصل سخائه مع الجيش حد التبذير المذموم. ولم يكن تقليص رواتب عبيد البخاري سوى مقدمة في سياسة مولاي عبد الملك الرامية إلى التخلي، في نهاية الأمر، عن خدماتهم وسطوتهم وتجريدهم مما اغتصبوه وإنشاء جيش جديد بدلاً منهم. فلم يكن العبيد والأوداية راضين عن إصلاحات مولاي عبد الملك وأنصاره، فسارعوا إلى إجهاضها ووجدوا في مكناس من يؤازرهم من أنصار التيار المحافظ في قصر السلطان مولاي إسماعيل كما وجدوا من يعاضدهم من أنصار التيار نفسه في فاس الجديد ودار الخلافة به، مما يعني أن التيار المحافظ كان ما يزال مالكا لزمام الأمور. فقرر البخاريين خلعه ومبايعة الذهبي مجددا.
ولم تقف تحركات شيوخ الزاوية الوزانية عند حد الدعم المعنوي، وإنما تعدته إلى المشاركة في العمليات العسكرية دفاعا عن شرعية حكم مولاي عبد الملك، الأمر الذي عرضهم وعرض أتباعهم وزاويتهم للنكبة. حيث انهزمت قبائل الغرب أمام عبيد البخاري في وادي إيناون وتم التضييق والحصار على فاس.

### عزله ومقتله
هزم عبد الملك، وكانت زوجة والده خناتة بنت بكار وراء هزيمته بعدما فتحت الجبهة التي لم تكن عليها حراسة، طمعا في تولية ابنها عبد الله بن إسماعيل، إلا أن ذلك لم يحصل. بدأ تيار الإصلاح يخشى من سطوة العبيد، رغب الانسحاب طوعا إلى بلاد السوس هروبا من الأسر، واضطر بعض علماء فاس وأهلها إلى التفاوض مع العبيد، أملاً في الحفاظ على حياة مولاي عبد الملك. فأعطاه الأمان قائد البخاريين الباشا سالم الدكالي ونقله لمكناس. قتل عبد الملك خنقا على يد أخيه الذهبي، لأن هذا الأخير بعدما مرض مرض الموت ورأى أن أخاه سيتولى الملك من بعده، أمر بقتله.